# Nemanja Rnić
Nemanja Rnić (in serbo Немања Рнић?; Belgrado, 30 settembre 1984) è un ex calciatore serbo, di ruolo difensore.

## Carriera

### Club
Cresciuto nelle giovanili del Partizan, debutta in prima squadra nel 2002, dove milita tuttora, e con cui ha vinto due Campionati di Serbia e Montenegro (2002-2003, 2004-2005), un campionato serbo (2007-2008) e una Coppa di Serbia (2008).
Nel giugno 2008 si trasferisce in Belgio, all'Anderlecht.

#### Partizan
Il 25 luglio 2011 torna al Partizan firmando un contratto dalla durata di 1 anno.

### Nazionale
Nel maggio del 2006 ha partecipato ai Campionati Europei Under-21 2006 con la Nazionale di calcio della Serbia e Montenegro Under-21, arrivando alle seminifinali della manifestazione. Ha inoltre partecipato ai Campionati europei Under-21 2007 con la Nazionale serba Under-21, con cui ha raggiunto la finale, persa contro l'Olanda.

## Palmarès

### Club

#### Competizioni nazionali
- Campionati di Serbia e Montenegro: 2

2002-2003, 2004-2005
- Campionati di Serbia: 1

2007-2008
- Coppe di Serbia: 1

2008